# Colin Moody
Pour les articles homonymes, voir Moody.
Colin Moody est un acteur australien né le 14 mars 1968.

## Filmographie

### Cinéma
- 1994 : Absolom 2022 : Outsider
- 2010 : Le Monde de Narnia : L'Odyssée du Passeur d'Aurore : le commissaire-priseur
- 2018 : Pierre Lapin : Benjamin Bunny
- 2020 : Sons of Philadelphia : le vétérinaire
- 2021 : Pierre Lapin 2 : Panique en ville : Benjamin Bunny

### Télévision
- 1991 : À cœur ouvert : Tim Harris (2 épisodes)
- 1993 : Les Orphelins de Liverpool : M. Symonds
- 1995 : La Saga des McGregor : Mark Haskins (1 épisode)
- 1997 : Return to Jupiter : Selby (13 épisodes)
- 1997 : Big Sky (en) : Vince Brown (1 épisode)
- 2000-2002 : Something in the Air : Tom Dooley (320 épisodes)
- 2003 : Pirate Islands : Capitaine Blackheart (26 épisodes)
- 2004 : Stingers : Unité secrète : Craig Levine (1 épisode)
- 2005-2006 : Coups de génie : Neil Woods (19 épisodes)
- 2011 : Small Time Gangster : Darren (1 épisode)
- 2014 : Party Tricks : Geoff Ballard (6 épisodes)
- 2015 : Gallipoli : Sir William Antill (1 épisode)
- 2015 : Deadline Gallipoli : Major Antill (1 épisode)
- 2015 : Miss Fisher enquête : Eugene Fisher (2 épisodes)
- 2018 : The Alienist : Officier Lasky (1 épisode)
- 2019 : Summer of Rockets : Steward (1 épisode)